# Кутсианикулис, Василиос
Василиос Кутсианикулис (род. 9 августа 1988 года в Ларисе) — греческий футболист, который в настоящее время играет за «Кавалу» на позиции вингера или атакующего полузащитника. Он — левша, может играть как на левом, так и на правом фланге.

## Клубная карьера

### Ранняя карьера
Кутсианикулис начал свою карьеру в родном городе, в команде «Ираклис Халкис» из четвёртого дивизиона, там его заметил Никос Ниоплиас, будущий тренер сборной Греции до 19 лет.
В 2007 году он подписал контракт с «Эрготелисом», несмотря на интерес со стороны ОФИ. Кутсианикулис приезжал в Ираклион в апреле 2007 года, на просмотр в ОФИ. Тренер Райнер Маурер выпустил его в товарищеском матче против «Эрготелиса». Несмотря на хорошую игру Кутсианикулиса, немецкий тренер не спешил принимать решение, и шанс подписать игрока получил «Эрготелис». В сезоне 2007/08 он сыграл в 12 матчах (10 выходов на замену) и провёл в общей сложности 126 минут, голов не забивал.
В течение 2008/09 сезона он стал игроком основы. В матче против «Ариса» он отдал голевой пас, а его команда выиграла со счётом 3:0. Затем он сделал дубль и отдал одну передачу в игре против «Панатинаикоса», а также забил ещё один гол в матче с будущим чемпионом, «Олимпиакосом». Болельщики и пресса начали называть его «греческий Месси» за стиль игры, который напоминал аргентинца. В конце концов, Отто Рехагель вызвал его в сборную Греции, что привлекло к нему внимание крупных клубов Греции.

### ПАОК
22 мая 2009 года, несмотря на интерес «Олимпиакоса» и «Панатинаикоса», «Эрготелис» и ПАОК достигли соглашения, которое позволило бы Кутсианикулису летом 2009 года перейти в команду из Салоников по контракту на 4 года. Сделка включала оплату € 1200000 «Эрготелису» и товарищеский матч между двумя командами.
Кутсианикулису не удалось произвести впечатление на тренера ПАОКа Фернанду Сантуша, большую часть своих матчей в сезоне 2009/10 он провёл, выходя на замены. К концу сезона он сыграл несколько хороших матчей, оставив надежду на положительное будущее в клубе.

### ОФИ
Бывшего полузащитника ПАОКа рассчитывал подписать афинский АЕК. 23-летний Кутсианикулис стремился присоединиться к команде Вангелиса Влахоса. Президент АЕКа Томас Маврос подтвердил, что он встретился с менеджером игрока. Маврос обсудил этот шаг с Влахосом, который пытался усилить состав после ухода ряда ключевых игроков в летнее межсезонье. В попытке отдать свои долги и решить финансовые проблемы АЕК был вынужден уволить несколько игроков первой команды.
В конце концов, Кутсианикулис предпочёл АЕКу ОФИ. Критский клуб подтвердил, что 24-летний игрок присоединился к ОФИ на правах свободного агента после ухода из «Эрготелиса», с которым у него закончился контракт. В последние несколько недель Кутсианикулис вёл переговоры как с АЕКом, так и с ОФИ, в афинском клубе были убеждены, что игрок присоединится к ним, несмотря на ощутимые финансовые проблемы. Однако полузащитник решил играть за ОФИ, который недавно был аттестован на участие в греческой Суперлиге в следующем сезоне.
20 августа 2012 года Кутсианикулис подписал с ОФИ контракт на 3 года. Он дебютировал за клуб в августе 2012 года в домашнем матче против «Ксанти», который завершился безголевой ничьей. Он забил свой первый гол 29 октября 2012 года в домашнем матче против «Панетоликоса», который также закончился ничьей — 2:2.
21 марта 2015 года ОФИ объявил, что снимается с греческой Суперлиги, так как не согласен с «несправедливыми и нечестными решениями» по отношению к клубу. Кутсианикулис занялся поисками новой команды, чтобы продолжить свою карьеру.
Изначально 27 июня 2015 года он договорился присоединиться к «Верии». Это было решение технического директора Зисиса Вризаса, который встречался с игроком. В конце концов, сделка не состоялась.

### «Лариса»
3 сентября 2015 года Кутсианикулис подписал трёхлетний контракт за неназванную сумму с клубом Греческой футбольной лиги «Ларисой». По итогам сезона клуб повысился в Суперлигу.
После возвращения в Суперлигу с «Ларисой» Кутсианикулис значительно реже стал выходить на поле. Он сыграл только семь матчей в сезоне 2016/17, и лишь одну игру в следующем сезоне. В результате в сентябре 2017 года контракт Кутсианикулиса был расторгнут по взаимному согласию сторон.

### Возвращение в ОФИ
11 сентября 2017 года Кутсианикулис вернулся в ОФИ, который играл в Греческой футбольной лиге. Футболист подписал годичный контракт с клубом за неназванную сумму. 30 октября 2017 года он забил свой первый гол после возвращения, его клуб одержал выездную победу над «Пансерраикосом» со счётом 2:1. Из-за финансовых проблем клуб покинул ряд ключевых игроков, это дало возможность Кутсианикулису чаще выходить на поле. ОФИ боролся за возвращение в Суперлигу, и Кутсианикулис забил несколько важных голов: 13 января 2018 года в ворота «Панегиалиоса» (2:0), и 17 января в ворота конкурента за повышение, «Докса Драма» (3:0). 31 марта он забил эффектным ударом, закрутив мяч в ворота с дальней дистанции с помощью небольшого рикошета. Его клуб сделал еще один шаг к повышению в Суперлигу, победив со счётом 3:0 ближайшего соперника, «Панахаики». По итогам сезона 2017/18 клуб отпраздновал повышение в Суперлигу.
28 мая 2019 года клуб объявил, что не будет продлевать контракт с игроком.

### Дальнейшая карьера
11 сентября 2019 года Кутсианикулис присоединился к «Олимпиакос Волос» на правах свободного агента.

## Национальная сборная
Тренер юношеской сборной Греции Никос Ниоплиас был впечатлён навыками Кутсианикулиса и включил его в состав команды, которая играла на чемпионате Европы 2007 года. Кутсианикулис сыграл один тайм против Испании на групповом этапе, а затем в финале снова против Испании, где Греция проиграла с минимальным счётом. Позже Кутсианикулис играл за молодёжную сборную. Отто Рехагель вызвал его на товарищеский матч в Пирей против сборной Италии 19 мая 2008 года, но на поле Кутсианикулис так и не вышел.